# Красний Маяк (Богдановицький міський округ)
Кра́сний Мая́к (рос. Красный Маяк) — селище у складі Богдановицького міського округу Свердловської області.
Населення — 228 осіб (2010, 227 у 2002).
Національний склад станом на 2002 рік: росіяни — 76 %.